# کوسا ورانا
کوسا ورانا (به صربی: Kusa Vrana) یک منطقهٔ مسکونی در صربستان است که در دیمیتروگراد واقع شده‌است. کوسا ورانا ۱۶۶ نفر جمعیت دارد.